# Chinesisches Altertum
Das chinesische Altertum (chinesisch 中國上古時代 / 中国上古时代, Pinyin Zhōngguó Shànggǔ Shídài) ist zeitlich nicht klar umrissen. Oft wird es von der Shang-Dynastie (ca. 1500 v. Chr.) bis zum Ende der Han-Dynastie (220 n. Chr.) gerechnet.

## Vorgeschichte
Über die frühsten Dynastien in der Geschichte Chinas ist wenig bekannt. Das liegt unter anderem daran, dass während der Qin-Dynastie zur Zeit Kaiser Qin Shihuangdis (246–209 v. Chr.) die meisten Aufzeichnungen früherer Zeiten verbrannt wurden.
Die ältesten Erzählungen berichten über einen Kaiser Yao, dessen Nachfolger Shun gewesen war. Die Berichte über Yao sind hauptsächlich mythischer Natur. Sie weisen ähnliche Elemente auf wie die Mythen der Antike, weshalb manche Forscher einen gemeinsamen wahren Kern vermuten. Im „Buch der Urkunden“ (Shūjīng), einer der ältesten chinesischen Chroniken, wird unter anderem berichtet, Yao habe befohlen, die Himmelsrichtungen durch Gelehrte neu bestimmen zu lassen und die Kalenderdaten zu korrigieren.
Shun herrschte zu Beginn der Drei Dynastien. Yu, der Sohn Shuns, bewährte sich bei der Bekämpfung einer gewaltigen Überflutung und wurde danach der nächste Kaiser. Nach ihm ist die Xia-Dynastie benannt.
Der Xia-Dynastie folgte die Shang-Dynastie, mit der das Chinesische Altertum beginnt.